# Лазаревский институт восточных языков

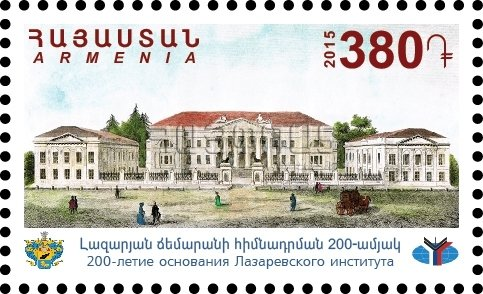
200 лет Лазаревскому институту восточных языков. Почта Армении, 2015

Ла́заревский институ́т восто́чных языко́в (или Московский армянский гг. Лазаревых институт) — ранее существовавшее армянское Высшее учебное заведение в Москве (арм. Լազարյան ճեմարան), неоднократно менявшее название и статус и вошедшее в 1927 году в состав Московского института востоковедения.

## История
Планы по созданию особого училища для армянских детей вынашивались богатыми армянами Лазаревыми ещё в 1791 году. В январе 1800 года Ованес (Иван Лазаревич) Лазарев предписал в завещании своему наследнику, брату Овакиму (Екиму Лазаревичу) Лазареву, внести в Московский опекунский совет 200 тыс. руб. ассигнациями, чтобы на проценты с этой суммы со временем построить здание для воспитания армянских детей из бедных семей. Закладка здания состоялась 10 мая 1814 года на участке, купленном у Артемия Шеримана (Шериманяна) Лазарем Назаровичем Лазаревым.
В 1815 году в правом флигеле «было открыто преподавание разных наук для поступивших в оное воспитанников как из армянской, так и других наций, и начало оно действовать». Первоначальное название открытого учебного заведения — «Армянское господ Лазаревых училище».
В 1822 году во дворе училища был установлен обелиск в честь его основателей.
В 1825 году «Армянское в Москве Лазаревых училище», сенатским указом № 30403 от 30 июня, было передано «главному Начальству Генерала от Артиллерии Графа Аракчеева». В 1827 году училище было передано в ведение министерства народного просвещения Российской империи и получило название «Лазаревский институт восточных языков», но фактически до 1848 года было лишь гимназией, где преподавались армянский, персидский, турецкий и арабский языки. В 1828 году была учреждена должность «главноначальствующего» института, которую занял граф А. X. Бенкендорф. Его покровительство способствовало дальнейшему развитию института. Следующим по рангу лицом являлся попечитель из семьи основателей Лазаревых. Управление институтом осуществляли директора и инспектор. Общее управление осуществлялось Советом, председателем которого был попечитель. В Совет входили, наряду с директором, инспектором, двумя старшими преподавателями, и двое приглашённых из числа родителей и родственников воспитанников института.
Высочайшим указом от 20 ноября 1835 года, утвердившим расписание высших и средних учебных заведений, Московский Армянский Лазаревых институт восточных языков был помещён во 2-й разряд наравне с гимназиями, корпусами и институтами. Указом от 21 октября 1837 года Лазаревскому институту были дарованы права и преимущества наравне с учебными заведениями 2-го разряда, чиновники и преподаватели получили права действительной государственной службы с присвоением каждой должности в институте соответствующего класса по Табели о рангах.
По ходатайству армянского патриарха (1841) при институте было учреждено духовное отделение: для лиц, готовившихся к духовному званию армяно-григорианского вероисповедания, стали читаться дополнительные лекции по богословию, церковной истории и т. п.
В 1839 году он был приравнен к таким учебным заведениям, как Академия художеств, Московский дворянский институт, Петербургский горный институт.
 Согласно «Кавказскому календарю» за 1846 год, ежегодно по квоте за счет государства в институт поступало пять выпускников Тифлисской гимназии.

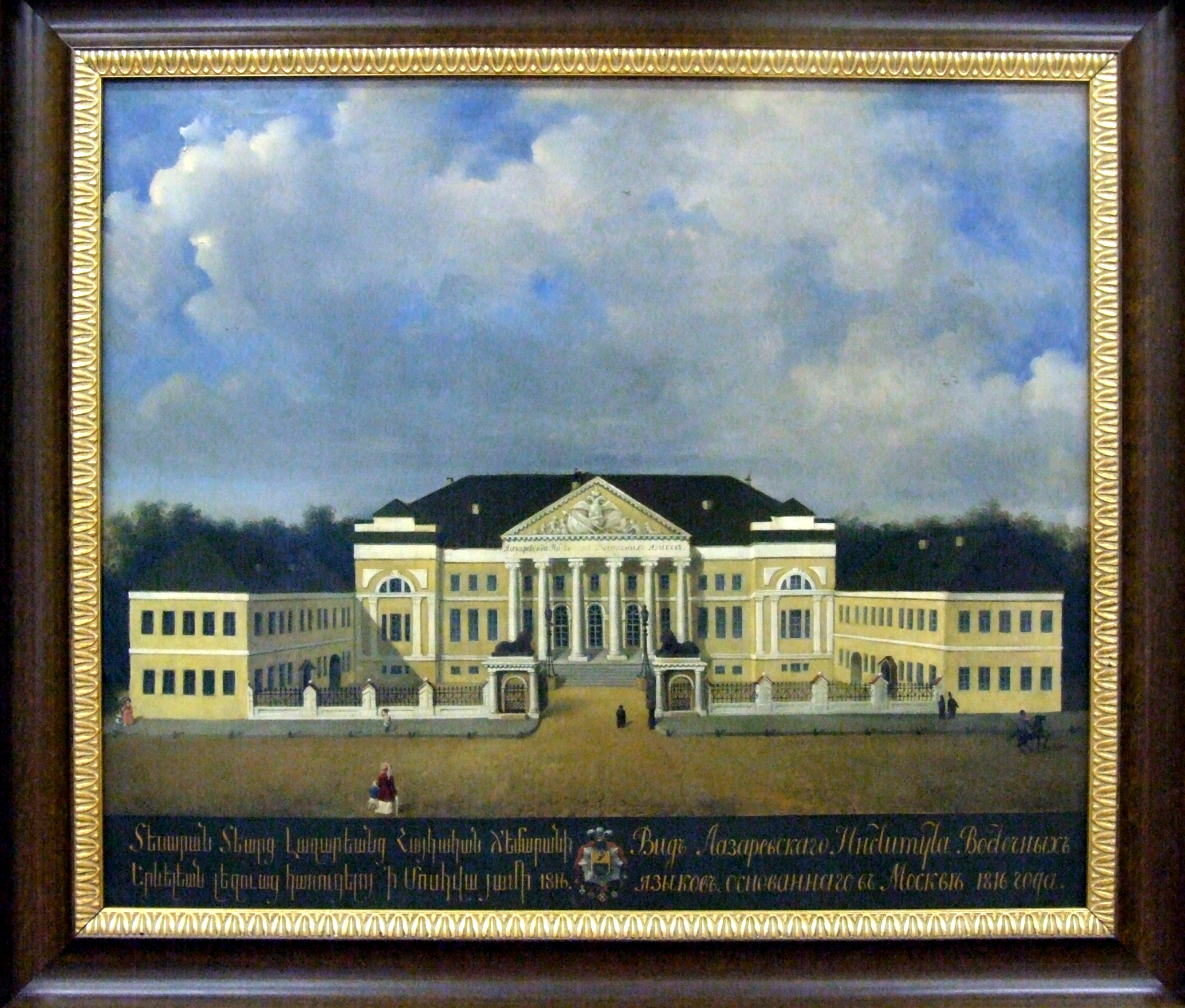

По уставу 1848 года вместо пятиклассного курса обучение стало восьмиклассным, давались «штаты со всеми правами и преимуществами 1-го разряда учебных заведений в сравнении с другими лицеями и институтами». Одной из главных целей института стало приготовление чиновников и переводчиков для Закавказского края, в связи с чем появился особый коммерческий курс, а для «кавказских стипендиатов» была введена специальная учебная программа (два последние класса — высшие или специальные). На протяжении всего курса обучения шло преподавание восточных языков (мусульманских, армянского и грузинского). По правам институт сравнялся с Демидовским, Нежинским и Ришельевским лицеями. В дальнейшем был добавлен и приготовительный класс. Таким образом, в 1850—1871 годах Лазаревский институт совмещал в себе гимназию с приготовительным классом и духовным отделением и отдельные от гимназического курса специальные классы с преподаванием восточных языков в старших лицейских классах, — с правами восточного факультета университета.
В 1852 году была выпущена книга «Высочайшие указы, устав и штат Лазаревского института восточных языков в Москве и правила оного высочайше утвержденные». Издание было в память Ивана Христофоровича Лазарева (1844—1850), ставшего последним представителем рода Лазаревых по мужской линии.

Альбом учащегося. 1911

В августе 1870 года министр народного просвещения граф Д. А. Толстой обстоятельно знакомился со всеми проблемами Лазаревского института. В результате в 1872 году был принят устав, согласно которому институт фактически состоял из двух учебных заведений: «Институт» — восемь гимназических классов, в которых для армян преподавался их родной язык и закон Божий по армяно-григорианскому вероисповеданию; «Лицей» — три специальных класса (для всех, имеющих аттестат зрелости) с трёхлетним сроком обучения. В этих специальных классах занятия вели шесть профессоров, один доцент и четыре преподавателя. Они преподавали армянскую, арабскую, персидскую и русскую словесность, турецко-татарский язык, историю Востока, армянский (обязательный для армян) и грузинский (для грузин) языки, практику арабского, персидского и турецкого языков, восточную каллиграфию и французский язык. Выпускники, которые представляли «кандидатскую диссертацию» по восточной словесности, получали право на чин 10-го класса. В дополнение при Азиатском департаменте Министерства иностранных дел было учреждено особое «учебное отделение», куда допускались для дальнейшего (преимущественно практического) усовершенствования лица, окончившие по 1-му разряду специальные классы Лазаревского института. Были учреждены пять правительственных стипендий, именуемых «Лазаревскими». В лице министра, как отмечал директор Г. И. Кананов, институт получил просвещённого покровителя. Особое внимание министр уделил богатой и ценной библиотеке, развившейся в обширное книгохранилище.
В Институт принимались мальчики в возрасте от 10 до 14 лет с элементарными познаниями в основах Закона Божия, в чтении, письме и арифметике. Юноша мог быть зачислен и в средний класс в случае, если он прошёл испытание в присутствии инспектора. В Лазаревский институт принимали от 30 до 40 воспитанников армян, которые содержались за счёт сумм от благотворительности и завещанного капитала. Из числа учащихся, обучавшихся за счёт Лазаревых, до десяти юношей были из семей несостоятельного армянского духовенства. Однако бесплатно обучавшиеся дети не имели права поступления в специальные высшие классы, исключение составляли лишь двое-трое особо одарённых учащихся, отмеченных руководством Института, которые по завершении высших классов были обязаны оставаться на службе в Лазаревском институте в качестве надзирателей и учителей.
С 1892 года были введены для желающих курсы важнейших юридических наук, которые они слушали вместе со студентами Московского университета, причём обычный курс восточной словесности 3-го, специального, класса читался два года.
В 1912 году в Москве широко отмечалось 1500-летие создания армянского алфавита и 400-летие книгопечатания. Лазаревский институт стал центром юбилейных торжеств, посвящённых создателю алфавита Месропу Маштоцу. С докладом об армянских первопечатниках выступал студент института, будущий известный востоковед-арменист К. А. Мелик-Оганджанян.
Московская армянская колония 13 октября 1913 года отпраздновала в институте 1500-летие армянской письменности и 400-летие армянского книгопечатания. Празднество состоялось в центральном актовом зале института, где собрались учащиеся всех классов. Присутствовал весь преподавательский персонал во главе с директором института профессором Гидуляновым, а также ряд важных представителей армянской колонии. В числе почётных гостей присутствовали армянский поэт Александр Цатурян, профессор С.А.Котляревский, А.А.Грушка, князь Бебутов и др
Изначально финансирование Института была полностью частным, за счет средств "неприкосновенного капитала", заложенного и пополняемого Лазаревыми (прототип современного эндаумент-фонда). Частичное государственное финансирование появилось позднее. Помимо процентов, получаемых с капитала, источниками финансирования были также оплата за обучение и проживание воспитанников, доходы от сдачи в наем зданий, доходы от типографии и благотворительные взносы. В пополнении капиталов Института участвовали и другие жертвователи, главным образом в целях учреждения стипендий. За счет процентов с капитала финансировались зарубежные стажировки, издательская программа, научные исследования. К сожалению, сами дореволюционные капиталы не сохранились, но осталось их наследие: школа востоковедения, здания и сооружения, библиотека, научные исследования, преемственность преподавательского состава, целая плеяда воспитанников-профессионалов своего дела.
Институт обладал великолепной библиотекой, одним из раритетов которой была первая армянская рукопись, имеющая точную дату, — Лазаревское евангелие 887 года, другой раритет в ряду восточных рукописей — книга «Хранительница предписаний касательно статей Гидайета с комментариями на турецком языке» 1552 года; 150 древних армянских рукописей составляли гордость института. Известны были также институтские собрания Нумизматического и Минералогического кабинетов.
С 1918 года учебное заведение стало именоваться Лазаревским переднеазиатским институтом, а 4 марта 1919 г. декретом Совнаркома РСФСР вместо него был создан Армянский институт. 7 сентября 1920 года В. И. Ленин подписал декрет Совнаркома об организации Института живых восточных языков. В октябре 1921 года Президиум ВЦИК принял постановление о слиянии Петроградского института живых восточных языков с восточным отделением университета в одно высшее учебное заведение — Институт востоковедения.
Особняк же передали в распоряжение правительства Армении, и здесь возник «Дом культуры Советской Армении», в котором разместилась Вторая (Армянская) театральная драматическая студия. Большинство же картин и скульптур Лазаревского института было отправлено в Ереванскую картинную галерею. «Дом культуры Армении» устраивал авторские концерты армянских композиторов, издавал их произведения, выпускал журнал «Жизнь и музыка». При доме культуры находилась музыкальная студия
29 января 1929 года в левом крыле здания произошёл пожар. Выгорело помещение размещавшегося там Центрального клуба металлистов.

## Комплекс зданий
Ансамбль зданий был построен на участке, купленном ещё в 1758 году Л. Н. Лазаревым. Главное здание было перестроено крепостными И. М. Подьячевым и Т. Г. Простаковым.
В 1828 году был приобретён дом, примыкавший к правому флигелю, в котором разместилась типография института. В 1830-х годах она считалась одной из лучших в Москве; здесь печатались учебники и монографии на 13 языках, в 1836 году был издан «Армяно-русский словарь», составленный бывшим воспитанником института А. Худобашевым. В 1859 году типографию арендовал Н. О. Эмин, в 1863 году — А. И. Мамонтов.
К 1848 году ансамбль Лазаревского института включал шесть зданий с большим садом.
После покупки в начале XIX века у М. А. Салтыковой строения на углу Армянского и Кривоколенного переулков типография была расширена; появился «малый типографский корпус».
В типографии Лазаревского института были изданы «Эминовский этнографический сборник» (шесть выпусков) и «Труды по востоковедению» (1899—1917).

## Главные начальники
- 1825—1828: Аракчеев, Алексей Андреевич
- 1828—1844: Бенкендорф, Александр Христофорович
- 1844—1860: Орлов, Алексей Фёдорович
- 1860—1870: Бутков, Владимир Петрович
- 1870—1871: Толстой, Дмитрий Андреевич
- 1871—1881: Эмин, Мкртич
- 1888—1916?: Абамелек-Лазарев, Семён Семёнович

## Директора института
- 1818—1848: Лазарев, Христофор Екимович
- 1849—1855: Зеленой, Семён Ильич
- 1855: Эмин, Мкртич (и.о.)
- 1856—1861: Делянов, Николай Давыдович
- 1861—1863?: Неверов, Януарий Михайлович
- 1863—1868: Бабст, Иван Кондратьевич
- 1868—1869: Кананов, Георгий Ильич (и.о.)
- 1869—1871: Делянов, Николай Давыдович
- 1881—1897: Кананов, Георгий Ильич
- 1897—1911: Миллер, Всеволод Фёдорович
- 1911—1917?: Гидулянов, Павел Васильевич

## Известные преподаватели
Ещё в 1811 году Е. Л. Лазарев обращался в армянскому братству мхитаристов в Венеции с просьбой рекомендовать ему преподавателей для будущего училища. С первых лет работы здесь был сильный педагогический состав педагогов, приглашаемых из Московского университета и из-за границы.
- Аламдарян, Арутюн Манукович — первый ректор (1815—1821), преподаватель
- Веселовский, Алексей Николаевич — русская словесность в специальных классах (с 1881)
- Гордлевский, Владимир Александрович — турецкий язык и литература (с 1907)
- Зиновьев, Алексей Зиновьевич — профессор русской словесности
- Кананов, Георгий Ильич — профессор истории Востока, инспектор (1861—1881), директор (1881—1897)
- Крымский, Агафангел Ефимович — профессор кафедры словесности и истории мусульман (выпускник Лазаревского института)
- Кучук-Иоаннесов, Христофор Иванович — древний армянский язык и литература (с 1883; выпускник Лазаревского института)
- Лазарев, Лазарь Эммануилович — профессор турецко-татарского и персидского языков
- Лакиер, Николай Николаевич — преподаватель художественного рисунка
- Лебедев, Иван Дмитриевич — история и география (1854—1864)
- Миллер, Всеволод Фёдорович — история Востока, санскрит; директор (1897—1911)
- Мсерианц, Левон Зармайрович — ?
- Налбандян, Микаэл — армянский язык (до 1854)
- Носков, Михаил Александрович — профессор русской словесности (1859—1862)
- Попов, Андрей Николаевич — экстраординарный профессор истории
- Харузин, Николай Николаевич — этнография (с 1893)
- Хаханов, Александр Соломонович — профессор грузинской словесности
- Холмогоров, Иван Николаевич — персидский язык (с 1880)
- Эмин, Мкртич — профессор армянской словесности (выпускник Лазаревского института), директор (1855), главноначальствующий (1871—1881)

## Выпускники
- Яков и Давид Арзановы (вып. 1821)[22]
- Арнштейн, Карл Августович (вып. 1857)
- Ашмарин, Николай Иванович (вып. 1894)
- Баранов, Харлампий Карпович (вып. 1915)
- Бахрушин, Юрий Алексеевич
- Белозерский, Евгений Михайлович
- Веселовский, Юрий Алексеевич
- Гордлевский, Владимир Александрович (вып. 1899)
- Гранде, Бенцион Меирович
- Гурко-Кряжин, Владимир Александрович (вып.1918)[23]
- Делянов, Иван Давыдович[уточнить]
- Зиновьев, Иван Алексеевич (вып. 1851)
- Ионин, Александр Семёнович
- Кара-Мурза, Сергей Георгиевич (вып. 1899)
- Корш, Фёдор Адамович (1866—1870)
- Крымский, Агафангел Ефимович (вып. 1892)
- Кучук-Иоаннесов, Христофор Иванович (вып. 1875)
- Лидин, Владимир Германович
- Мелик-Оганджанян, Карапет Ачабекович
- Меликов, Моисей Егорович[24]
- Минорский, Владимир Фёдорович (вып. 1903)
- Нефедьев, Евгений Алексеевич
- Патканов, Керопэ Петрович (вып. 1850)
- Патканян, Рафаэл Габриэлович
- Сабатаев, Сатылган (вып. 1895)
- Спасский-Автономов, Козьма Фёдорович
- Умов, Иван Павлович (вып. 1911)

- Челноков, Михаил Васильевич
- Шах-Азиз, Смбат
- Шехавцов Петр Николаевич "кс, 1862, Пр., Л.И.В.Я., 1889, 1889, 1899. (г.Москва)" [26][27]
- Шилтов, Александр Минаевич (1850—1856)[28]
- Эзов, Герасим Артемьевич[29]
- Эмин, Мкртич
- Якобсон, Роман Осипович (вып. 1914)

## Известные люди, связанные с Институтом
- С августа по ноябрь 1829 года Иван и Николай Тургеневы находились в пансионе Краузе при гимназии Лазаревского института. В феврале 1834 года Иван Тургенев вновь был помещён в этот пансион[30] и вскоре, в связи с переездом семьи в Петербург, поступил в Петербургский университет.
- Константин Станиславский учился в гимназии при Лазаревском институте в 1878—1881 годах. Учась в шестом классе, «умолил отца не заставлять его оканчивать Лазаревский институт. Отец согласился, и через несколько месяцев Костя стал работать в конторе на золотоканительной фабрике», — вспоминала его сестра З. С. Соколова[31][32].
- Лорис-Меликов, Михаил Тариэлович — был исключён.
- Давыдов, Иван Иванович — был инспектором института.
- Гамазов, Матвей Авелевич
- Светлов, Борис Николаевич
- И. К. Айвазовский дружил с Х. Е. Лазаревым, был почётным членом Совета института; подарил институту свою картину «Вид города Феодосии».
- Симанский Сергей Владимирович (патриарх Алексий I), обучался с 1888 по 1891 год.

## Современное состояние
Сейчас в здании института находится посольство Республики Армения в России, а также основанная в 1988 г. армянская воскресная школа «Верацнунд» («Возрождение»).
Лазаревский институт восточных языков в 1921 году был реорганизован в Московский институт востоковедения, который впоследствии, в 1954 году, был присоединен к МГИМО. Таким образом, традиции созданной в Институте школы востоковедения, а также развития предпринимательства и механизма целевого капитала (эндаумента) продолжаются в современном МГИМО.

## Галерея

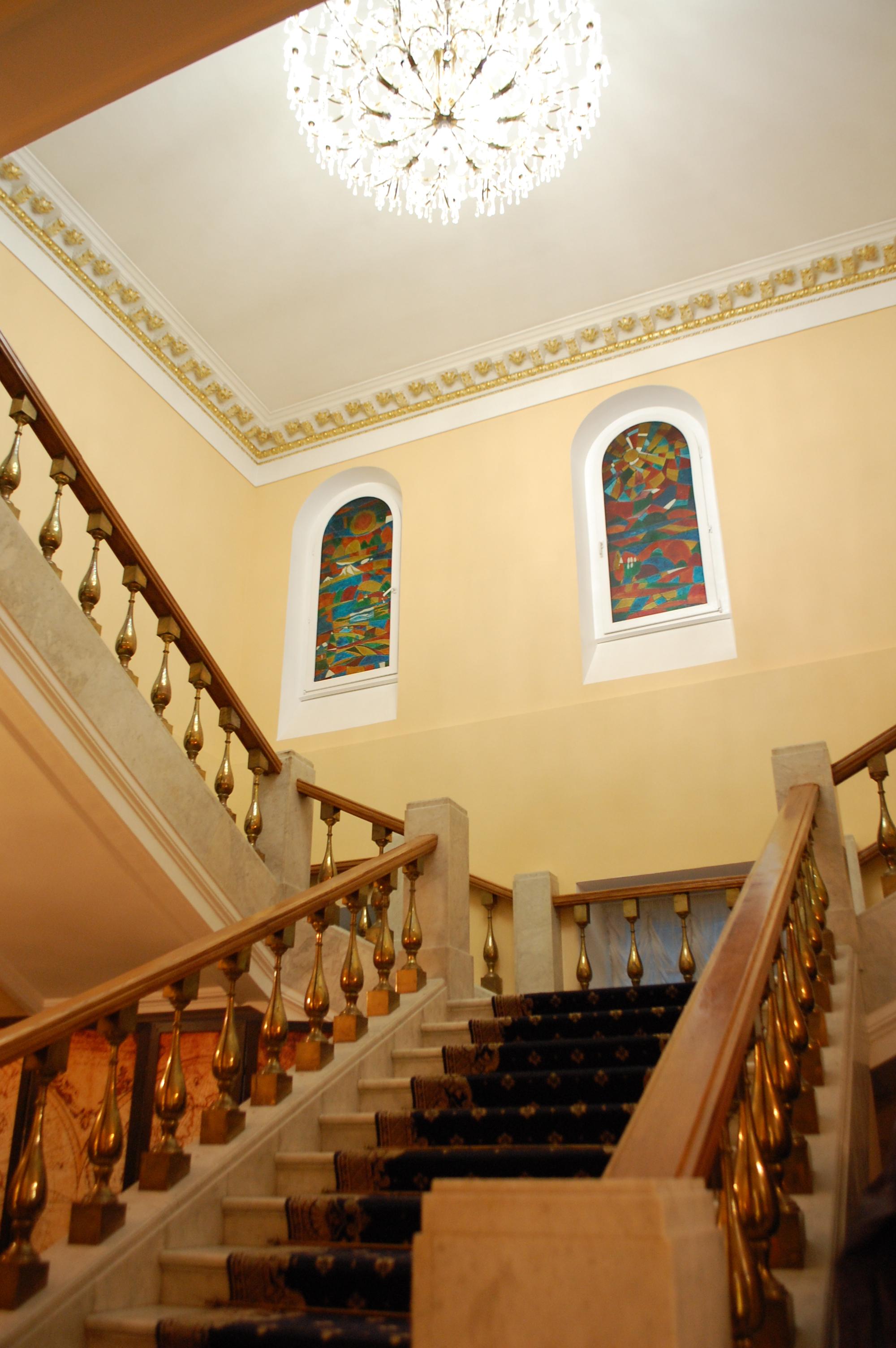
Интерьер
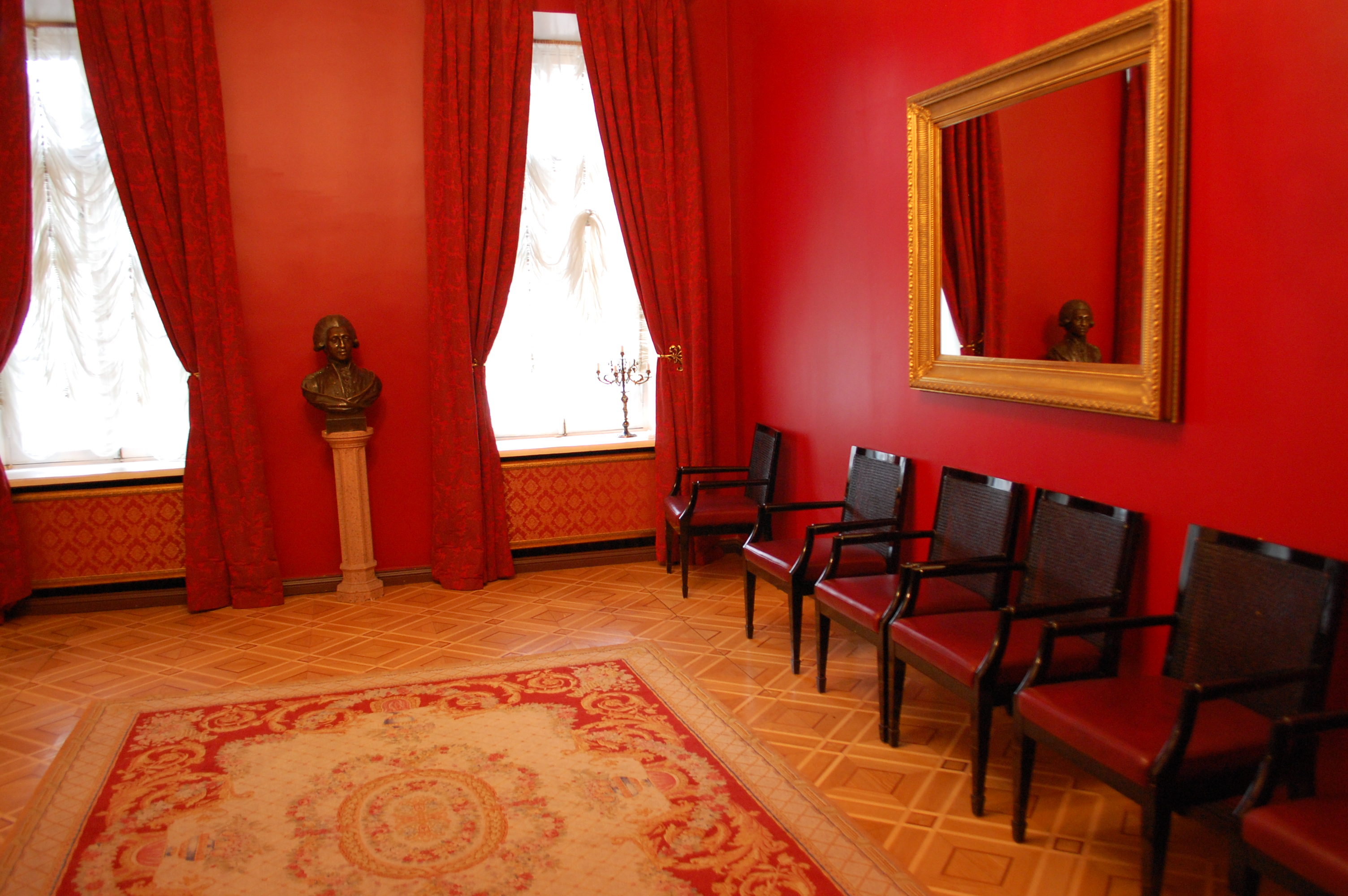
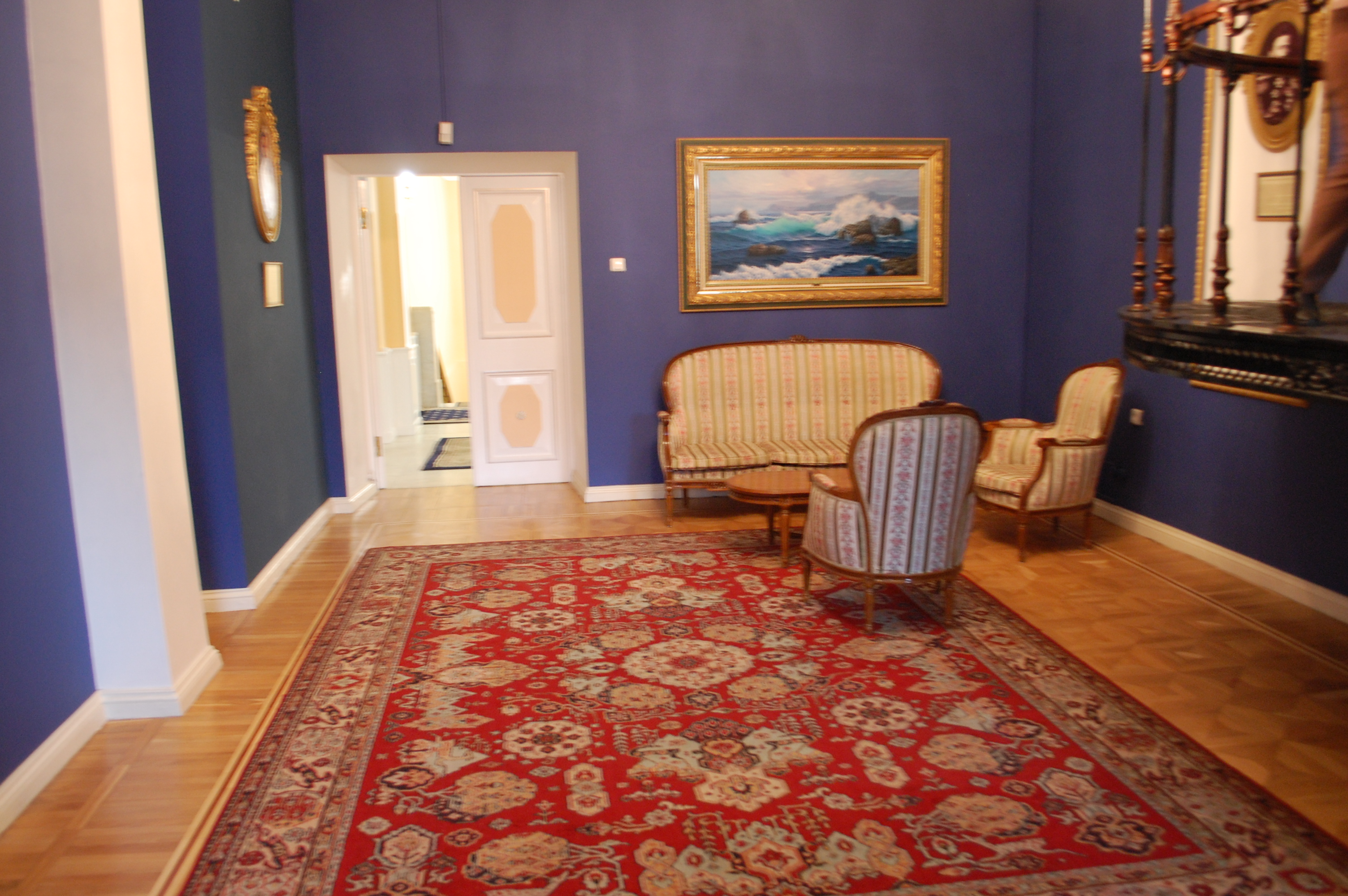
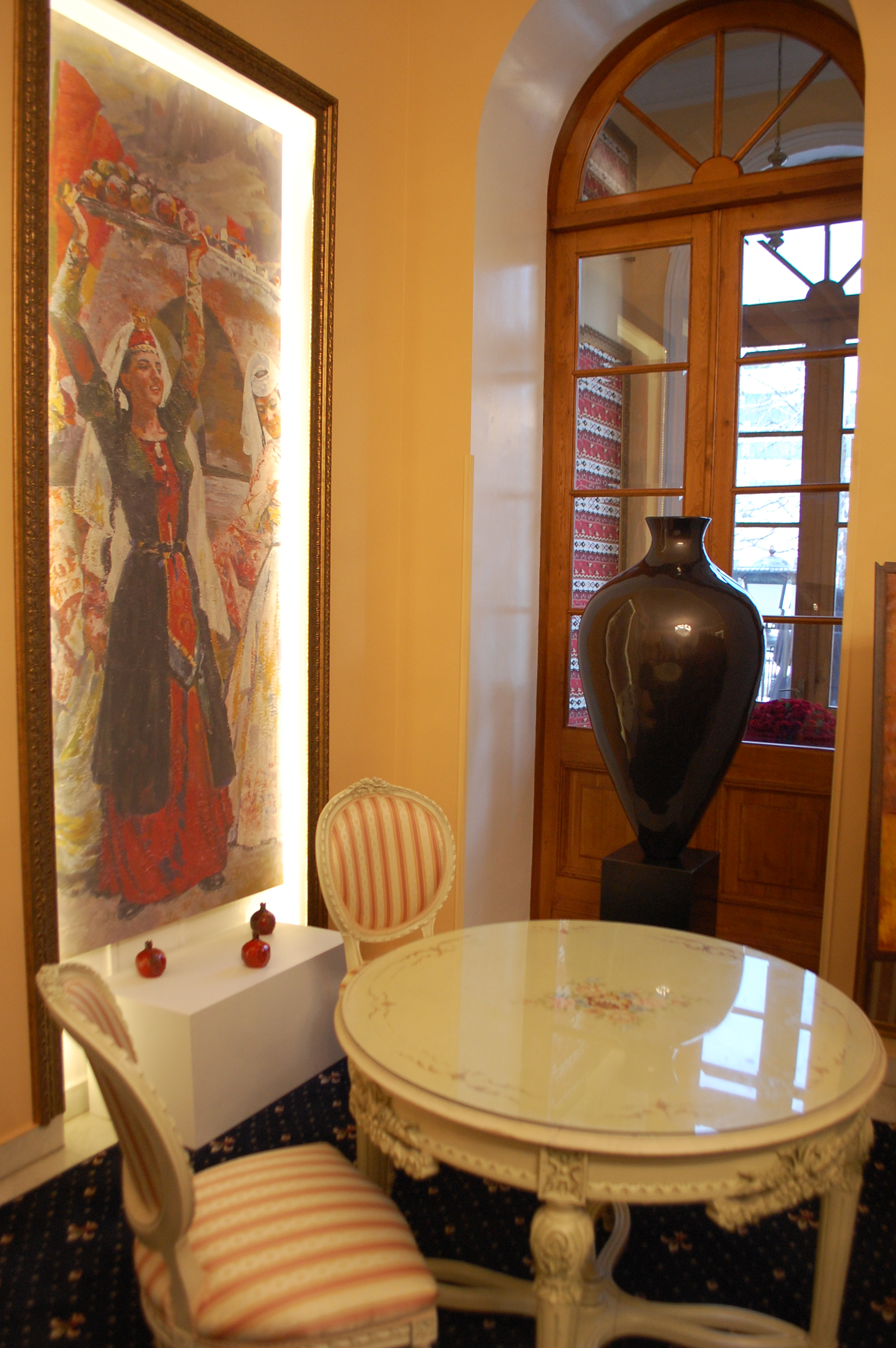
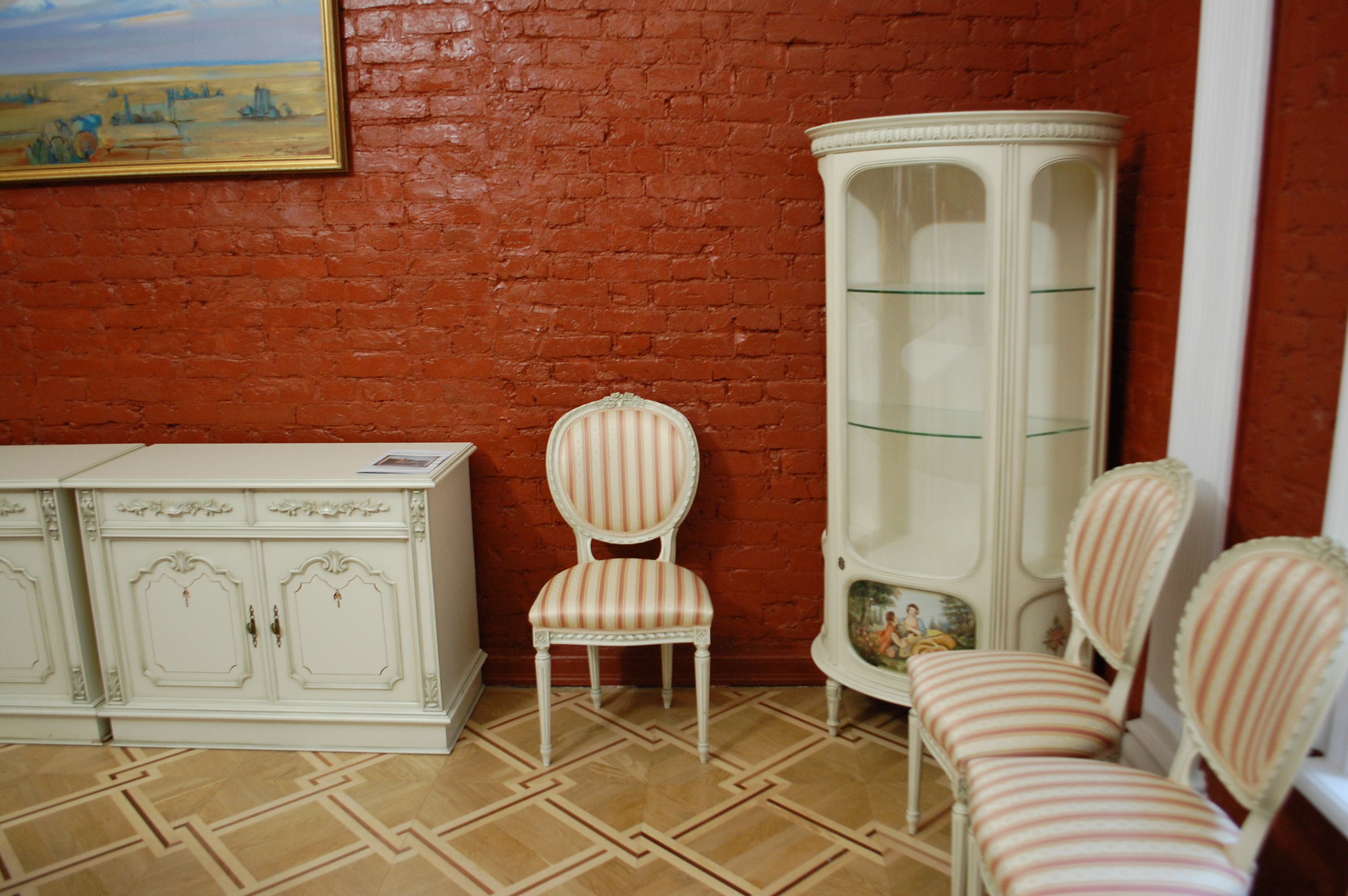
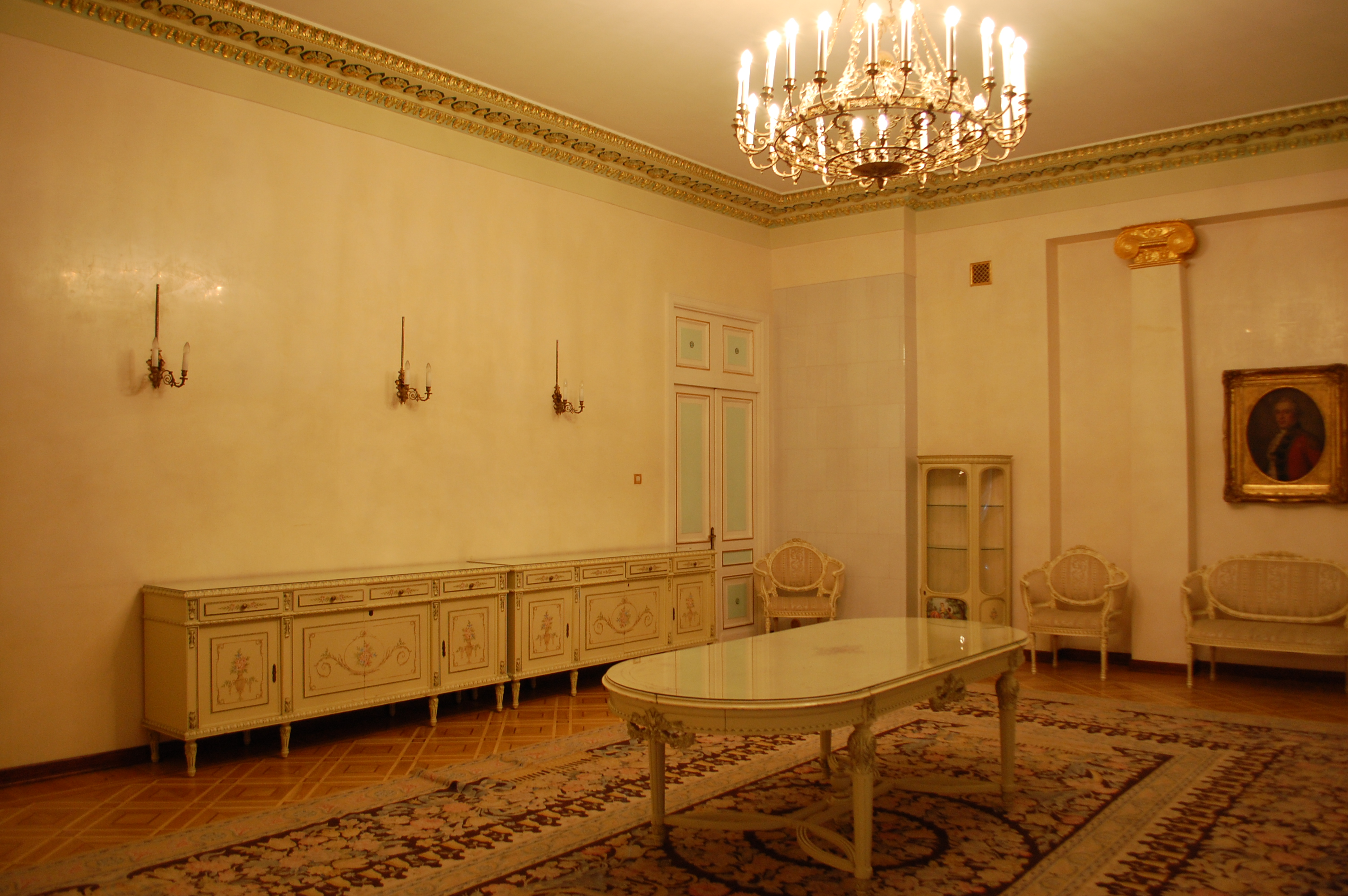
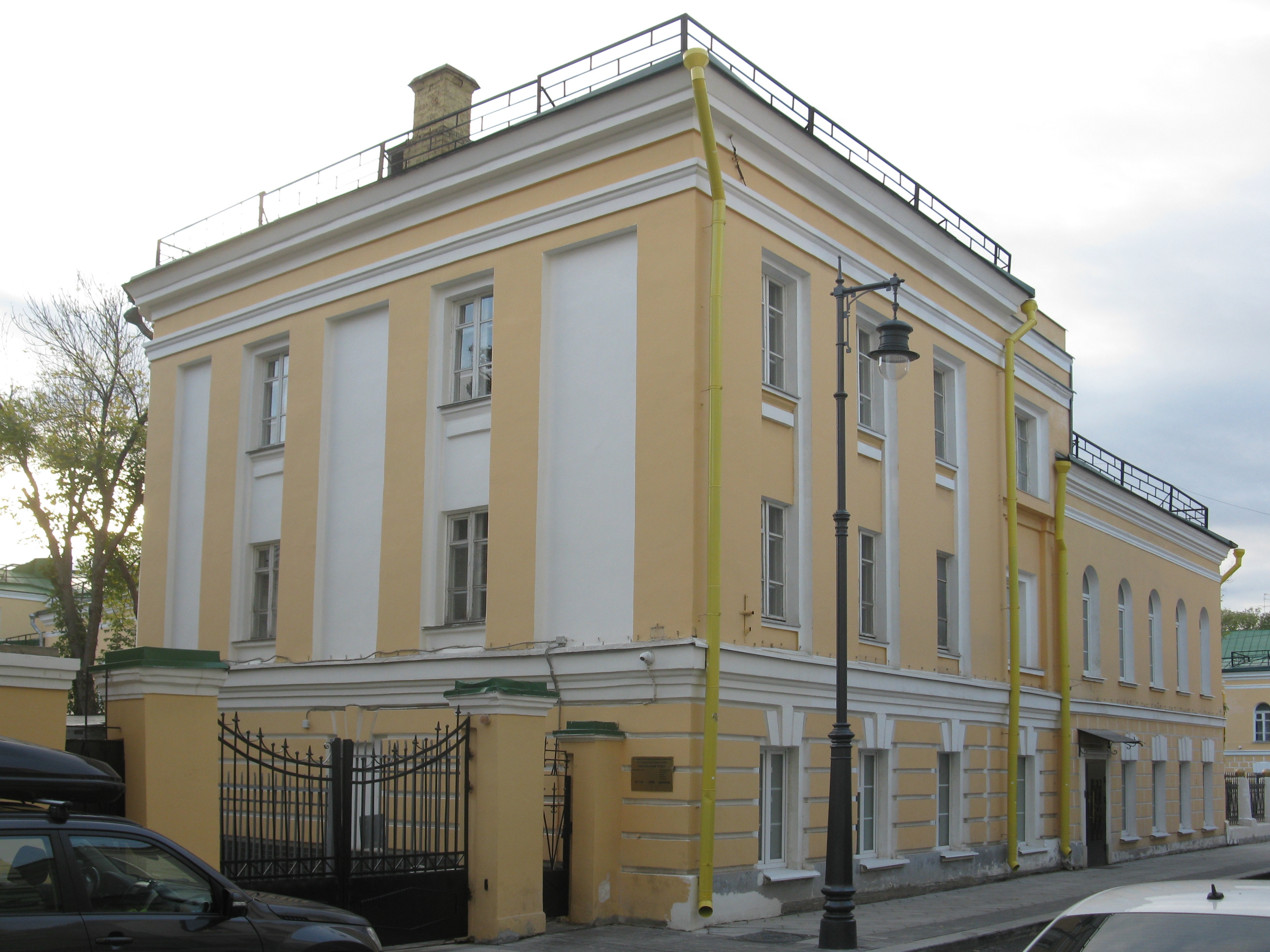
Южная часть
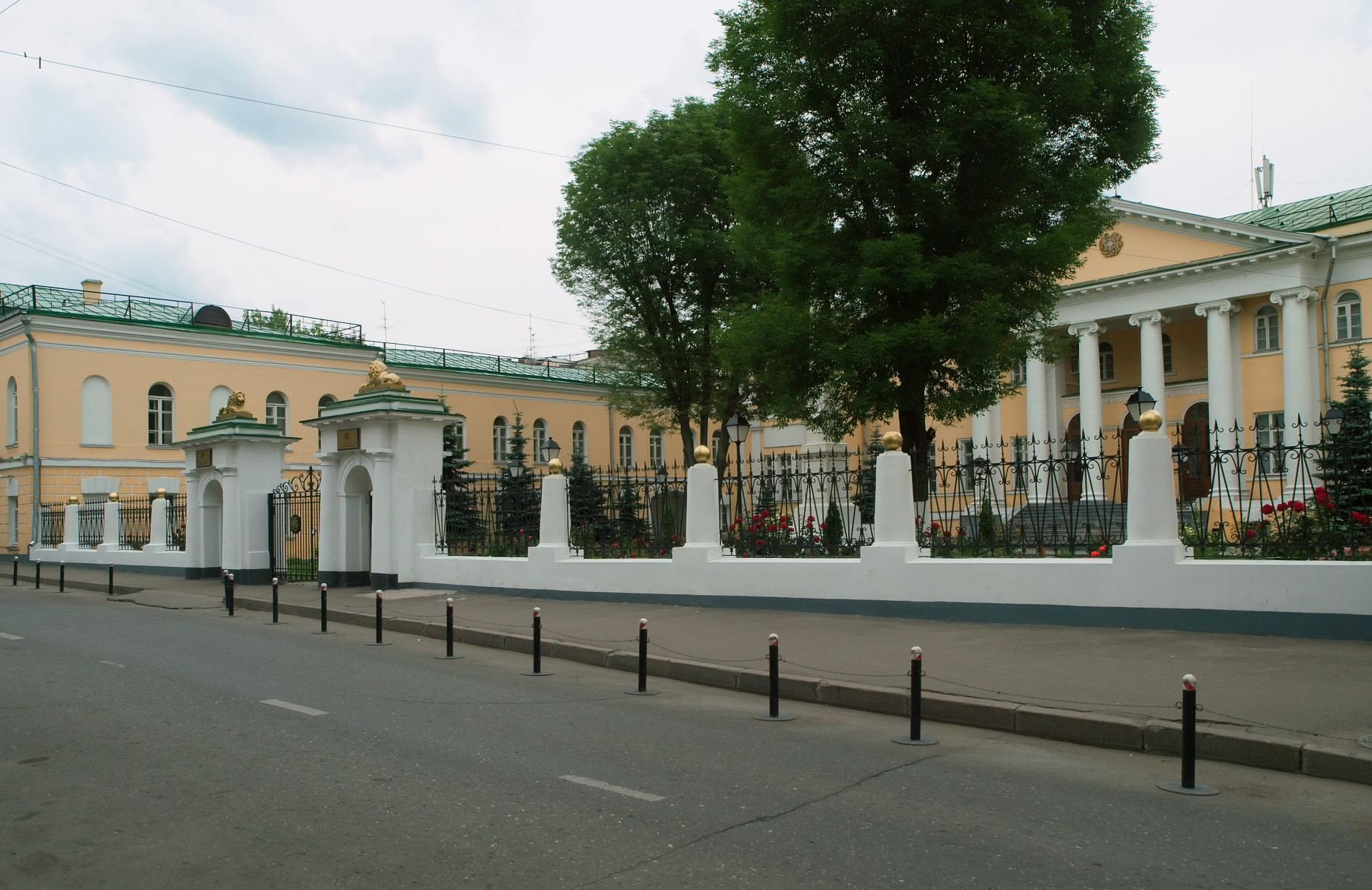
Современное состояние
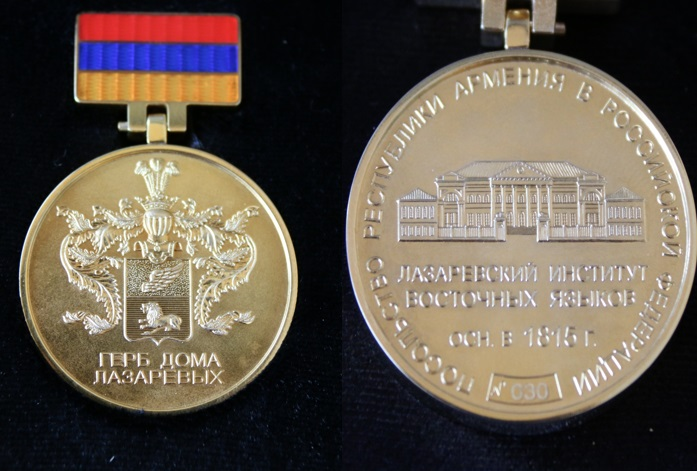
Памятная медаль